# ジェームズ・サザーランド (植物学者)
ジェームズ・サザーランド（James Sutherland、1639年頃 –1719年）はイギリスの植物学者である。1675年にエディンバラ大学最初の植物学の教授となり、1705年までその職にあった。後にエディンバラ王立植物園となる薬草園の監督を務めた。著書の「エディンバラ薬草園」（"Hortus Medicus Edinburgensis"）はスコットランドで最初の植物学の書籍である。

## 略歴
1670年にスコットランドの医師、ロバート・シバルド（Robert Sibbald）とアンドリュー・バルフォア（Andrew Balfour）が、イギリスではオクスフォード大学植物園についで古い植物園をホリールード宮殿近くに開き、植物園に雇われた時にサザーランドは植物学に詳しい訳ではなかったが、経験を積み、1675年に植物園が拡張のためにトリニティ病院の土地を買って移転した時には植物園の監督者に任じられた。8年後に新しい植物園で育てられた2000種の植物の目録、「エディンバラ薬草園」はスコットランド最初の植物学の書籍となった。
業績が認められ、1695年にエディンバラ市によって植物学教授に任じられ、カレッジガーデンの責任者に任じられ、同じ年にホリールードの王室庭園の監督を任され、植物や薬草を栽培した。1699年2月には3つの植物園の教授、学芸員に加えてエディンバラ王立植物園の最初の王室学芸員（Regius Keeper）と王室植物学者（King’s Botanist）に任命された。
貨幣や骨董品の収集でも知られ、後半生はその収集に多くの時間をさいた。

## 著作
- Hortus Medicus Edinburgensis (1683)